# Gumiho gajok
Gumiho gajok (구미호 가족?), noto anche con il titolo internazionale The Fox Family, è un film del 2006 diretto da Lee Hyung-gon.

## Trama
Una famiglia di gumiho vive fingendo di essere umana, e aspettando una grande occasione che capita ogni mille anni: poter diventare davvero uomini, se riusciranno a mangiare il fegato di una persona durante l'eclissi lunare. Il gruppo si ritrova però con un grande problema: non riescono ad attirare umani, e l'unico che riescono a catturare, il cameraman Gi-dong, finisce per innamorarsi della loro figlia maggiore.